# 豪肯岩

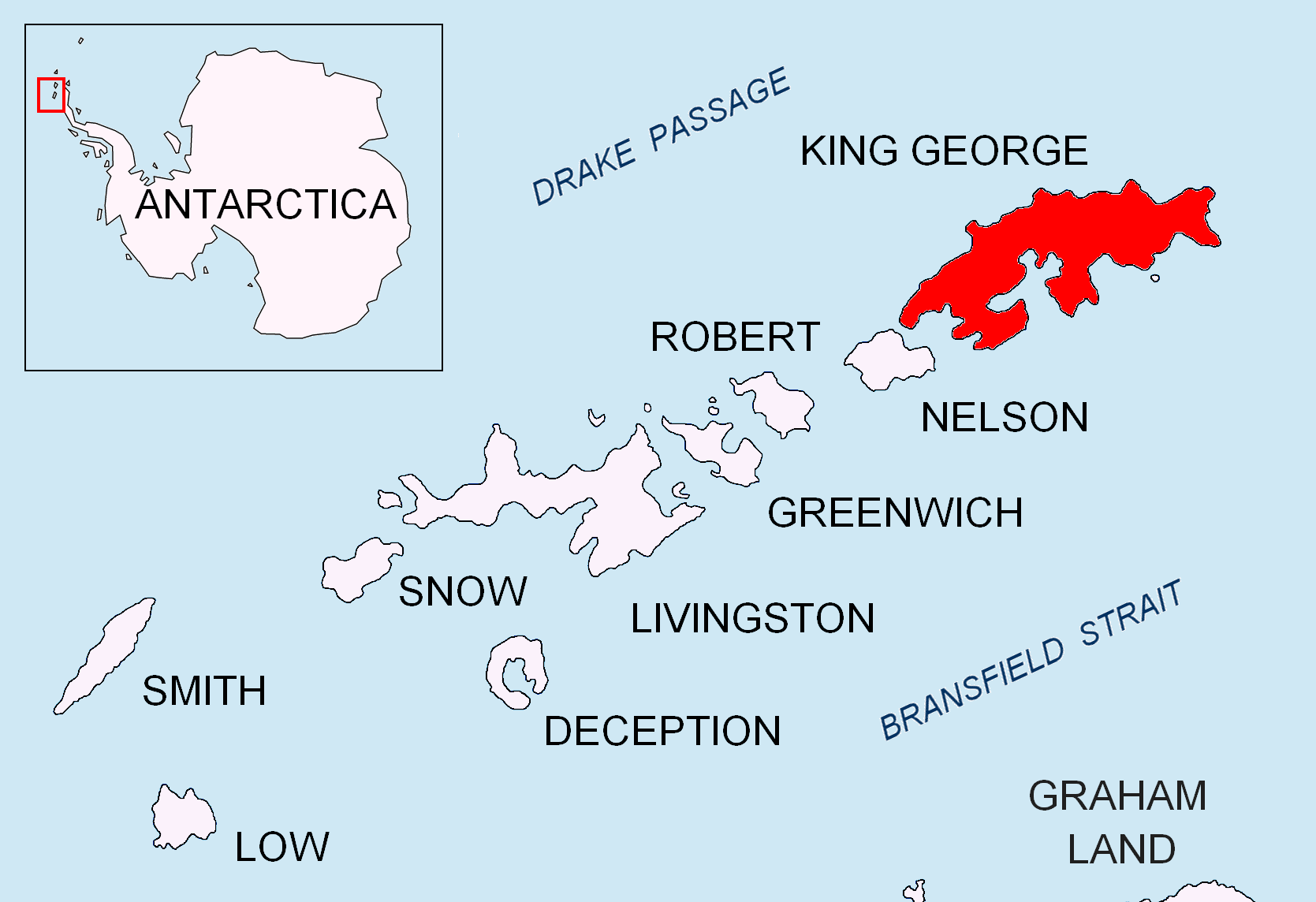

豪肯岩（英語：Hauken Rock），是南極洲的岩石，位於南設得蘭群島的喬治王島東端，處於奧爾嫩岩以東2公里和梅爾維爾角東北面4公里，在1960年由英國南極名稱諮詢委員會命名，現時由南極條約體系管理。